# إيرين كامينغز
إيرين كامينغز (بالإنجليزية: Erin Cummings)‏ هي ممثلة أمريكية، ولدت في 19 يوليو 1977 في الولايات المتحدة.

## أعمال

### أفلام
- (2008) مرحبا بك في بيتك روسكو جنكينز

### مسلسلات
- رجال ماد
- سبارتاكوس
- عقول إجرامية
- كولد كيس

## وصلات خارجية
- إيرين كامينغز على موقع IMDb (الإنجليزية)
- إيرين كامينغز على موقع ألو سيني (الفرنسية)
- إيرين كامينغز على موقع أول موفي (الإنجليزية)
- إيرين كامينغز على موقع قاعدة بيانات الفيلم (الإنجليزية)
- إيرين كامينغز على موقع كينوبويسك (الروسية)